# إيغور راكوسيفيتش
إيغور راكوسيفيتش (بالصربية: Игор Ракочевић) مواليد 29 مارس 1978 في بلغراد، جمهورية صربيا الاشتراكية، هو لاعب كرة سلة صربي سابق بدأ مسيرته الاحترافية في سنة 1995 حيث تم اختياره من قبل فريق مينيسيوتا تيمبر وولفز خلال الدرافت. مثّل منتخب بلاده. شارك في مسابقة كرة السلة في الألعاب الأولمبية الصيفية. اعتزل اللعب في 2013.

## فرق لعب لها
- مينيسيوتا تيمبر وولفز
- فالنسيا باسكت
- ريال مدريد بالونكيستو
- ساسكي باسكونيا

## إحصائيات المسيرة

### الرابطة الوطنية لكرة السلة

#### الموسم الاعتيادي
| السنة   | الفريق                | لعب | بدأ | دقيقة | ميداني% | ثلاثية | حرة  | ارتداد | صنع | استلاب | تصدي | نقطة |
| ------- | --------------------- | --- | --- | ----- | ------- | ------ | ---- | ------ | --- | ------ | ---- | ---- |
| 2002–03 | مينيسيوتا تيمبر وولفز | 42  | 0   | 5.8   | .379    | .417   | .806 | .4     | .8  | .1     | .0   | 1.9  |
| المسيرة | المسيرة               | 42  | 0   | 5.8   | .379    | .417   | .806 | .4     | .8  | .1     | .0   | 1.9  |

## روابط خارجية
- إيغور راكوسيفيتش على موقع الاتحاد الدولي لكرة السلة (الإنجليزية)
- إيغور راكوسيفيتش على موقع الدوري الأوروبي لكرة السلة (الإنجليزية)
- إيغور راكوسيفيتش على موقع إن بي أي (الإنجليزية)
- إيغور راكوسيفيتش على موقع سبورتس رفرنس (الإنجليزية)
- إيغور راكوسيفيتش على موقع الدوري الإسباني لكرة السلة (الإسبانية)
- إيغور راكوسيفيتش على موقع كرة السلة الأوروبية.كوم (الإنجليزية)
- إيغور راكوسيفيتش على موقع DraftExpress.com (الإنجليزية)
- إيغور راكوسيفيتش على موقع ريلجم (الإنجليزية)
- إيغور راكوسيفيتش على موقع بروبوليرز (الإنجليزية)
- إيغور راكوسيفيتش على موقع سبورتس رفرنس (الإنجليزية)